# Apogonichthyoides brevicaudatus
Apogonichthyoides brevicaudatus är en fiskart som först beskrevs av Weber, 1909.  Apogonichthyoides brevicaudatus ingår i släktet Apogonichthyoides och familjen Apogonidae. Inga underarter finns listade i Catalogue of Life.